# Права деце у области МАР
Права деце у области медицински асистиране репродукције (акроним МАР) је посебна област медицинског и породичног права која се односи на децу која ће тек бити рођена у оквиру поступака МАР. Овај поступак у великој мери поред медицинских поступака одређује и начин како се посматрају права која су кроз различите акте призната деци. То се пре свега односи на начин тумачења и посматрања принципа „најбољег интереса детета“, као једног, по много чему, специфичног појма у оквиру породичног права.
Како ова област представља специфично подручје, неопходно је са много аспеката, медицинског, правног, социолошког непрестано процењивати шта је у најбољем интересу детета које још није рођено, и иста са развојем медицинске струке и правног ситема непрестано унапређивaти.

## Опште информације
Доношењем Конвенције Уједињених нација о правима детета, по први пут се „виде деца” као субјекти политичких и грађанских, односно социјалних и културних права. Иако је том конвенцијом у посебан контекст стављен интерес детета, он временом добија све више на значају, али са друге стране ова права није пратила и подједнако развијена теоријска анализа овог института и правна регулатива у појединим земљама света, посебно у области медицински асистиране репродукције, због уверење да родитељи увек најбоље могу да одлуче шта је у интересу њихове деце. Тако је и до данас уврежено доминантно схватање код већине, тако да се механизми који их повремено опомену или чак казне, нерадо се прихватају.
| „ | Иако постоје јаки аргументи да родитељска аутономија у овој сфери не може бити ограничена ни у ком случају, бројни случајеви из праксе показали су да је својеврстан (псеудо)патерналистички приступ у овој области ипак неопходан. | ” |

МАР представља посебан систем, потпуно одвојен од природног зачећа, јер функционише по одређеним правилима, која су другојачија од оног код природног зачеће, који сви који су укључе у тај систем, морају прихватити, и да се у овом случају ради се о узајамној жељи (најчешће) две особе, да добију жељено дете.
Према томе треба узети у обзир да је МАР собзиром на специфичност поступка зачећа  одређени револуционарни поступак и да у моралном, али и у правном схватању, као таква треба да буде опђтеприхватљив.

### МАР и право детета
Када се ради о праву деце у области медицински асистиране репродукције често се губи из вида једна непобитна чињеница, а то је...
| „ | да појам дете подразумева изузетно широк круг лица, која се пре свега, разликују према узрасту, те се тако дететом сматра и тек рођена беба, лице које има 5 година, али и лице које има 15 година. | ” |

 Према томе и ова права треба разматрати у склопу различитих категорија деце.
Такође права детета треба разматрати и у склопу метода медицински асистиране репродукције која може бити заснована на употреби:
- донираног генетског материјала,
- постхумној оплодњи,
- оплодњи лица на издржавању казне,
- оплодњи ЛГБ лица.

Употреба донираног генетског материјала и право детета

Посебан проблем у дечијем праву представља жеља родитеља да задовоље своју потребу за родитељством, уз употребу донираног генетског материјала. Тиме родитељи прекидају биолошку повезаност детета са донором, као даваоцем генетског материјала у процесу МАР.
| „ | На пример, у случају усвојења, ради се о пружању неге и бриге детету које је без родитељског старања, док са друге стране, у случају донирања генетског материјала, ради се о добровољном зачећу деце, која су већ у том тренутку осуђена да буду без родитељског старања од стране биолошких родитеља. | ” |

Постхумна оплодња и право детета
Људски је схватљиво да поједина лица свим срцем желе да употребе генетски материјал након смрти неког лица, како би на један помало неуобичајен начин продужил живот једног њима блиског лица, заборављајући при томе да  рађање детета никако не сме бити мотивисано искључиво сећањима и успоменама.

Имајући у виду да дете треба да има оба родитеља (иако то није законска обавеза), правници и психолози сматрају да се не може некритички прихватити да је ова чињеница без икаквог утицаја на дете. 
| „ | У том смислу, одлука о постхумној оплодњи морала би се доносити од случаја до случаја, посматрајући ширу слику, остављајући могућност да интерес детета однесе превагу над аутономијом једног лица које више није живо. | ” |

Оплодњи лица на издржавању казне и права деце
Права лица која су лишена слободе у области медицински асистиране реподукције иако се сматра да су заснована на најбољем интересу за детета, превиђају чињеницу, да тај најбољи интерес детета дефинишу одрасли онако како сматрају адекватним.
Тако настају парадоксалне ситуације где се са једне стране права деце и њихов интерес уздиже и поприма карактер сакралног, док се са друге стране, та иста права се и не помињу или се њихов садржај прилагођава потребама одраслих, када лица која су лишене слободе покушавају да докажу да је заштита њихових интереса и њихових права у репродукцији у најбољем интересу деце.

### Правна регулатива МАР у појединим земљама
Медицински асистирана репродукција је у већини европских земаља и другим већим земаљама законски дозвољена и јасно регулисана, или забрањена (видети табелу).
| Земља                | Дијагноза наследних болести | Анеуплоиди - скрининг | Избор имунокомпатибилних ембриона | Избор пола | Други разлози (нпр избор аномалије) |
| -------------------- | --------------------------- | --------------------- | --------------------------------- | ---------- | ----------------------------------- |
| Немачка              | не                          | да                    | не                                | не         | не                                  |
| Аустрија             | да                          | не                    | не                                | не         | да                                  |
| Швајцарска           | да                          | да                    | не                                | не         | не                                  |
| Белгија              | да                          | да                    | да                                | не         | не                                  |
| Кина                 | да                          | да                    |                                   | не         | не                                  |
| Данска               | да                          | да                    |                                   |            |                                     |
| Луксембург           | да                          | не                    | да                                |            |                                     |
| Индија               | да                          | да                    |                                   | не         |                                     |
| Ирска                |                             |                       |                                   |            |                                     |
| Израел               | да                          | да                    |                                   | да         |                                     |
| Италија              | не                          | не                    | не                                | не         | не                                  |
| Јапан                | да                          | не}                   |                                   |            | не                                  |
| Луксембург           |                             |                       |                                   |            |                                     |
| Холандија            | да                          | да                    | не                                | не         |                                     |
| Норвешка             | да                          |                       | да                                |            |                                     |
| Португалија          | да                          | да                    | да                                |            |                                     |
| Шведска              | да                          |                       | да                                |            |                                     |
| Шпанија              | да                          |                       | да                                |            |                                     |
| Јужна Африка         | да                          | да                    |                                   |            | не                                  |
| Уједињено Краљевство | да                          | да                    | да                                | не         |                                     |
| САД                  | да                          | да                    | да                                | да         | да                                  |

Италија је једна од ретких земаља која правно забрањује преимплантациону генетску дијагностику (ПГД ), док се она не спроводи у Ирској и Луксембургу из других разлога.